# Barrio Pila del Ganso

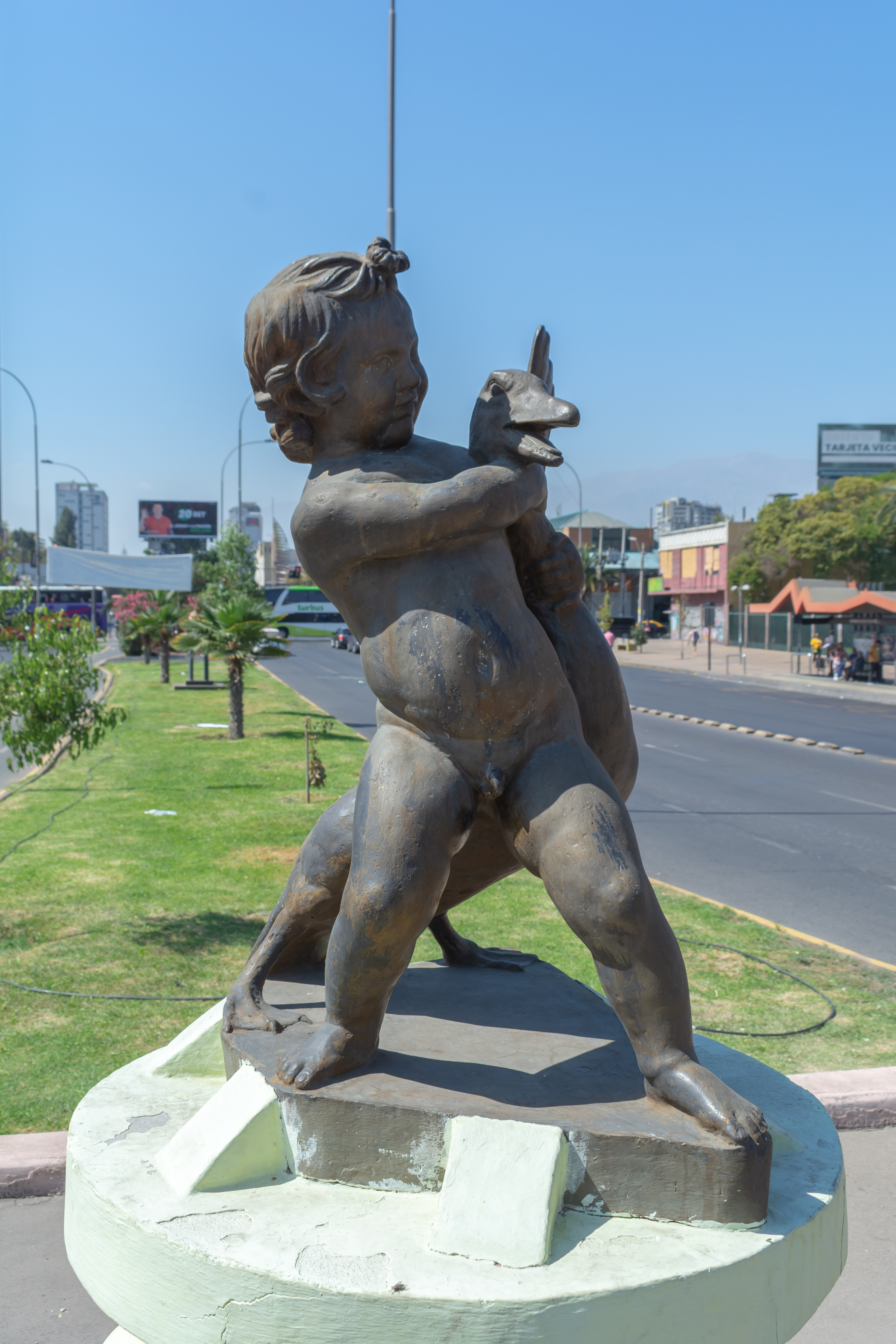
La Pila del Ganso ubicada en el bandejón central de la Alameda

Barrio Pila del Ganso es un antiguo barrio de la Comuna de Estación Central en la Ciudad de Santiago de Chile.
Comprende una zona delimitada por la calle General Amengual y la Villa del Profesor al poniente, la calle Bernal del Mercado y el sector comercial de la Estación Central de Santiago al oriente, la Avenida Ecuador al Norte y la Avenida 5 de Abril y la Calle Arica al Sur, donde se encuentra la Población Los Nogales. La parte más occidental del barrio, al sur de la Avenida Libertador General Bernardo O'Higgins, forma parte del sector conocido de manera informal como la Pequeña Caracas.

## Historia
Aunque su construcción se inicia a mediados del siglo XIX, sus orígenes como barrio se remontan a la década de 1880, cuando se produce el asentamiento en el sector de los veteranos de la Guerra del Pacífico y los obreros de la naciente Empresa de los Ferrocarriles del Estado de Chile.
El nombre del Barrio deriva de una fuente de bronce con la forma de un niño con un ganso entre sus brazos, actualmente ubicada en el bandejón central de la intersección de Avenida Libertador General Bernardo O'Higgins con la Avenida Padre Alberto Hurtado, frente al Paseo Palestina. El origen y procedencia de la “Pila del Ganso” es hasta hoy desconocida. La tradición popular cuenta que esta estructura de bronce habría sido traída desde Lima como parte del botín que las tropas chilenas trajeron de la Guerra del Pacífico. Según se dice, el original de esta obra se llama “El niño con la oca” y estaría en el Louvre de París.  Lo más probable es que se trate simplemente de un ornamento del antiguo "Fundo Chuchunco" que se ubicaba en el sector.
Desde su apertura en 1975 y hasta 2005, la estación San Alberto Hurtado del Metro de Santiago se llamaba Pila del Ganso debido a que se encuentra ubicada en este sector. Fue renombrada en homenaje a la canonización de Alberto Hurtado y a causa de la proximidad de la estación con la sede principal del Hogar de Cristo.